# Kachavanahalli, Kanakapura
Kachavanahalli là một làng thuộc tehsil Kanakapura, huyện Ramanagara, bang Karnataka, Ấn Độ.